# Или
 Тази статия е за града в Англия.  За реката в Китай и Казахстан вижте Или (река).  За логическата операция вижте Дизюнкция.
Или (на английски: Ely) е малък катедрален град в централната източна част на област Кеймбриджшър – Източна Англия. Той е административен и стопански център на община „Източен Кеймбриджшър“. Населението на града към 2001 година е 13 954 жители.
Основна забележителност е катедралата на Или завършена през 1375 година, седалище на епархията основана през 1108 година.

## География
Или е разположен по поречието на реката Грейт Оуз, централно по отношение на община Източен Кеймбриджшър. Главният град на графството – Кеймбридж, отстои на около 23 километра в югозападна посока. Другият голям обществен център на областта – Питърбъро, се намира на около 36 километра в северозападно направление.
На 46 километра северно от града се намира крайбрежието по най-вътрешната част на залива Уош към Северно море.

## Демография
| Изменение на населението на Или за 200 години |      |      |      |      |      |      |      |        |        |        |      |
| Година                                        | 1801 | 1811 | 1821 | 1831 | 1841 | 1851 | 1861 | 1871   | 1881   | 1891   | 1901 |
| Население                                     | 3948 | 4249 | 5079 | 6189 | 6849 | 7632 | 7982 | 8166   | 8171   | 8017   | 7803 |
| Година                                        | 1911 | 1921 | 1931 | 1941 | 1951 | 1961 | 1971 | 1981   | 1991   | 2001   | 2011 |
| Население                                     | 7917 | 7690 | 8381 | ---  | 9988 | 9803 | 9966 | 10 392 | 11 291 | 13 954 | –    |
| Census: 1801–2001                             |      |      |      |      |      |      |      |        |        |        |      |